# Saint-Martin-de-Blagny
Saint-Martin-de-Blagny é uma comuna francesa na região administrativa da Normandia, no departamento Calvados. Estende-se por uma área de 8,86 km². Em 2010 a comuna tinha 135 habitantes (densidade: 15,2 hab./km²).